# Otto Špaček
Otto Špaček (Brzice (Bohemia), 7 de marzo de 1918 – Praga, 24 de septiembre de 2007) fue un piloto de combate checoslovaco, que luchó contra la Alemania Nazi en Reino Unido y Francia.

## Biografía
Špaček nació en Brzice, Bohemia. Sus padres eran maestros. Hizo un aprendizaje como electricista. Tras la escuela de vuelo, se unió a la Fuerza Aérea Checoslovaca en la década de 1930.
Huyó a Polonia tras la invasión nazi en junio de 1939 y luego escapó a Francia, donde sirvió en la Fuerza Aérea Francesa en 1940. Tras la caída de Francia, se trasladó a Gran Bretaña y se unió a la Real Fuerza Aérea como piloto de caza en junio de 1940. Špaček se unió inicialmente al Escuadrón n.º 312 de la RAF, pero se trasladó al Escuadrón n.º 312 de la RAF, pero se trasladó al Escuadrón n.º 312 de la RAF. Escuadrón 313 de la RAF en 1941, volando Spitfire con muchos otros pilotos checos y eslovacos exiliados.
Špaček resultó herido en 1940 y sobrevivió a tres accidentes aéreos durante la Segunda Guerra Mundial. Špaček participó en el apoyo aéreo cercano durante la invasión de Normandía en 1944. Se le atribuye el derribo de tres aviones alemanes durante la guerra y recibió cinco Cruces de Guerra Checoslovacas 1939-1945, la Medalla al Valor Checoslovaca y la Cruz de Guerra Francesa.
Špaček regresó a Checoslovaquia tras el fin de la Segunda Guerra Mundial, pero fue expulsado del ejército cuando los comunistas tomaron el poder en Checoslovaquia en 1948. Volvió a salir de Checoslovaquia en 1949 y se exilió con su familia en Canadá, donde regentó una gasolinera.
Špaček permaneció en el exilio hasta la caída del gobierno comunista de Checoslovaquia en 1989. Regresó a la República Checa desde Canadá en 1993 y fue ascendido a general de brigada. Residió en la República Checa el resto de su vida, donde contrajo nuevas nupcias; su primera esposa falleció en Canadá..

## Honores y distinciones
- Cruz de la Guerra de Checoslovaquia (cinco ocasiones)
- Medalla checoslovaca al valor
- Medalla checoslovaca al mérito, Grado I
- Croix de Guerre con dos hojas (Francia)
- Estrella 1939-1945, Atlantic Clasp (Reino Unido)
- Estrella de les Tripulaciones Aéreas de Europa (Reino Unido)
- Medalla de la Defensa (Reino Unido)
- Medalla de la Guerra 1939-1945 (Reino Unido)